# Lana Lang
Lana Lang är en fiktiv person i DC Comics serie Stålmannen. Karaktären Lana Lang skapades av Bill Finger och John Sikela och förekommer för första gången i Superboy #10 (september-oktober 1950). Lana Lang är Clark Kents stora kärlek i Smallville. I TV-serien Smallville spelas hon av Kristin Kreuk.